# Mohamed Anis Saltou
Mohamed Anis Saltou (arab.: أنيس سالتو, ur. 1 kwietnia 1992 w Trypolisie) – libijski piłkarz grający na pozycji napastnika w drużynie FUS Rabat oraz reprezentacji Libii.

## Kariera
Saltou rozpoczynał karierę w Al-Madina SC. W 2014 roku przeniósł się do Al-Ahly Trypolis. Po trzech latach zdecydował się na transfer do Étoile Sahel, jednak został od razu wypożyczony do byłej drużyny. W Al-Ahly zadebiutował w Afrykańskiej Lidze Mistrzów. Od 2020 roku jest zawodnikiem FUS Rabat.
W reprezentacji Libii zadebiutował 14 sierpnia 2013 roku w meczu z Republiką Środkowoafrykańską. Pierwszego gola zdobył 9 czerwca 2017 w spotkaniu z Seszelami.